# Battaglia di Trenčín
La battaglia di Trenčín (detta anche Battaglia di Trentschin in tedesco), fu una battaglia combattuta tra i kuruc ungheresi di Francesco II Rákóczi e le armate imperiali degli Asburgo nell'ambito di un'insurrezione indipendentista ungherese. La battaglia procurò gravi perdite tra l'esercito kuruc costringendoli ad abbandonare la loro idea di ottenere altri alleati tra le nazioni coinvolte nella Guerra di successione spagnola contro gli Asburgo. La battaglia inoltre confermò la posizione degli Asburgo come sovrani d'Ungheria.

## Antefatto
Nel 1708, Francesco II Rákóczi decise di marciare con le sue truppe nella Slesia per spianare la strada a Federico Guglielmo I di Prussia impegnato contro l'Austria asburgica e con l'intenzione di conquistare per sé la corona ungherese grazie anche ai rinforzi protestanti della Slesia. Il suo esercito iniziò a marciare lungo il corso del fiume Váh e pianificò di attraversarlo all'altezza della città di Trenčín verso la Moravia. Ad ogni modo, Trenčín era nelle mani di una guarnigione imperiale molto ben rinforzata. In un primo momento, Rákóczi non manifestò alcuna intenzione di assediare Trenčín per non indebolire il suo esercito, ma su pressione dei comandanti kuruc decise di compiere l'impresa. Il comandante della guarnigione, Sigbert Heister, iniziò a notare i movimenti del nemico e si preparò per l'attacco imminente.

## La battaglia
La mattina del 3 agosto 1708, 8 000 soldati austro-serbi si trovarono di fronte 15 000 soldati ungheresi con 12 cannoni al seguito. L'ala destra degli ungheresi era composta da cavalleria leggera e da parte della fanteria al comando del generale Lőrinc Pekri. L'ala centrale era composta dall'artiglieria protetta dalla cavalleria di mercenari tedeschi oltre a carabinieri polacchi e tedeschi al soldo del colonnello francese De La Motte. L'ala sinistra era composta dal resto della fanteria in dotazione. Il terreno ad ogni modo non era ideale per gli assedi con frequenti acquitrini e pantani da attraversare. Quando Sigbert Heister vide il numero delle truppe kuruc, decise di ritirarsi con le sue truppe presso il Castello di Trenčín. Al momento di dare quest'ordine, l'artiglieria kuruc iniziò a sparare sulla città e l'ala di Pekri iniziò ad avanzare per attaccare i soldati asburgici che ancora si stavano organizzando.
La cavalleria di Pekri iniziò ad attraversare gli acquitrini, ma lo stesso generale ebbe modo di valutare che il restringimento del passaggio avrebbe potuto causare qualche difficoltà ai suoi e per questo decise di ritirarsi dalla sua posizione. Mentre la sua cavalleria iniziava a fare marcia indietro, iniziò a disorganizzarsi e le truppe imperiali al comando del generale János Pálffy - un lealista ungherese - presero vantaggio della situazione contrattaccando e costringendo i cavalieri ad abbandonare il campo.
L'ala centrale e quella sinistra intanto apparivano impegnate a combattere gli imperiali, ma l'abbandono della cavalleria causò sconcerto tra le truppe. Rákóczi tentò di impressionare i suoi soldati prendendo personalmente la spada sul campo di battaglia, ma, saltando un fossato, il suo cavallo scivolò e lui cadde a terra perdendo conoscenza. Iniziò a diffondersi l'idea che il comandante doveva essere morto e molti iniziarono ad abbandonare la battaglia. La cavalleria di Heister intervenne spazzando via il resto delle truppe ungheresi nelle successive tre ore di combattimento. Come risultato dell'azione, circa 3 000 kuruc morirono o vennero feriti, 500 vennero catturati assieme ai loro 12 cannoni, con perdite invece molto minori per gli asburgici.

## Conseguenze
Le truppe kuruc vennero pesantemente sconfitte nel corso della battaglia di Trenčín, rivelando una poca capacità di organizzazione in combattimento. Le truppe di Heister spazzarono via dal campo le restanti truppe di Rákóczi, catturarono le città minerarie della Slovacchia, presero Nitra e iniziarono ad assediare Nové Zámky. Dalla fine dell'anno 1708, i ribelli kuruc persero tutta la Slovacchia occidentale e parte di loro avevano preferito unirsi all'esercito imperiale. Poco dopo finirono nelle mani degli asburgici anche i comitati di Bars, Hont, Zvolen e all'inizio del 1709 i ribelli dovettero ritirarsi anche dal comitato di Liptov.
Nel dicembre del 1708, Rákóczi tentò di salvare la situazione del suo esercito ormai declinante promettendo la libertà e garantendo delle terre a quei contadini che avessero combattuto al suo fianco. Ad ogni modo, anche quest'azione sembrò avere ben poco effetto.
Il crescente disfattismo e il basso morale provocato dalla sconfitta subita a Trenčín marcarono l'inizio dell'ultima sconfitta della Guerra d'indipendenza di Rákóczi e perpetuarono il regno d'Ungheria alla sovranità degli Asburgo.